# Schloss Oberdolling

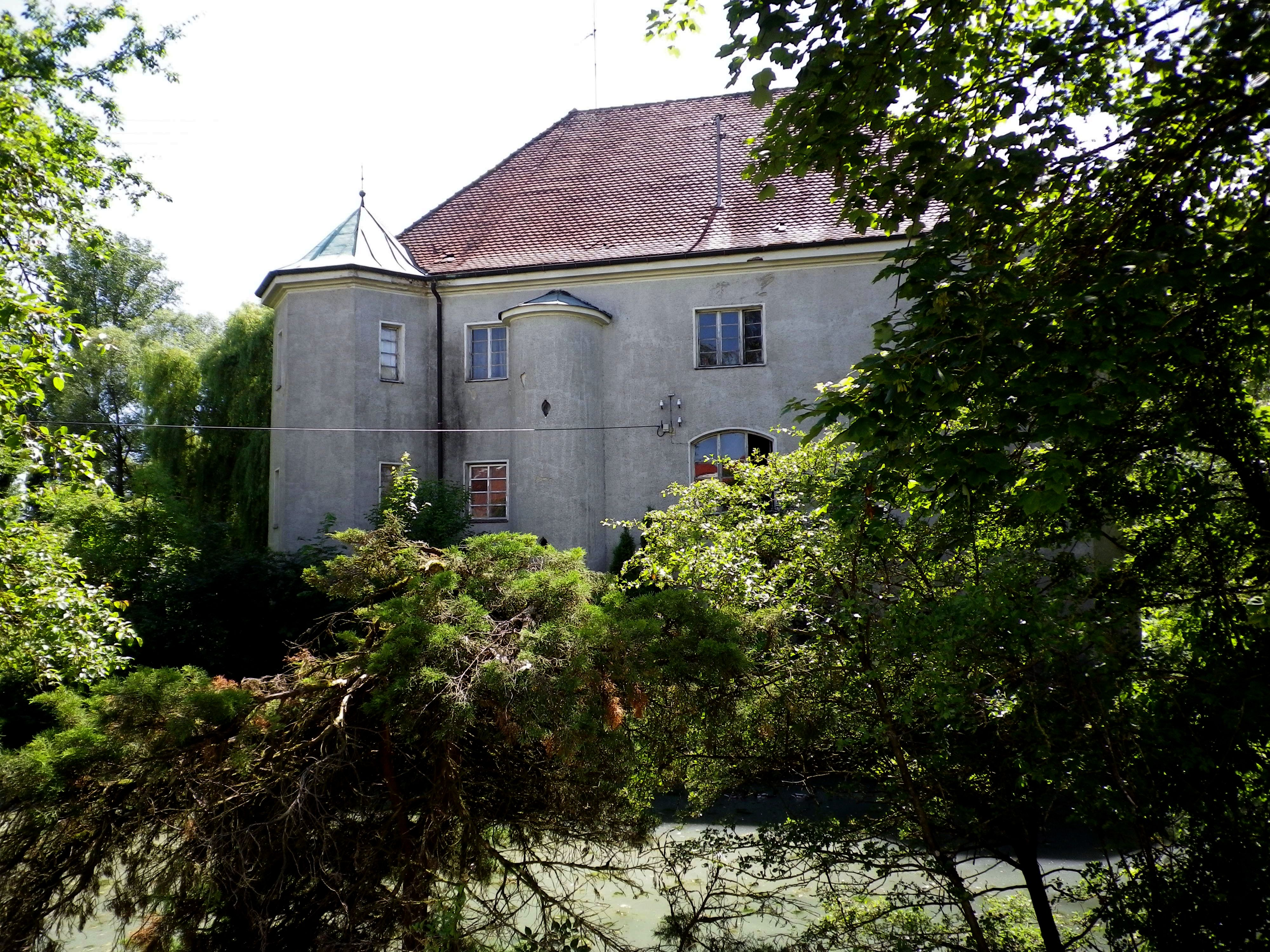
Wasserschloss in Oberdolling

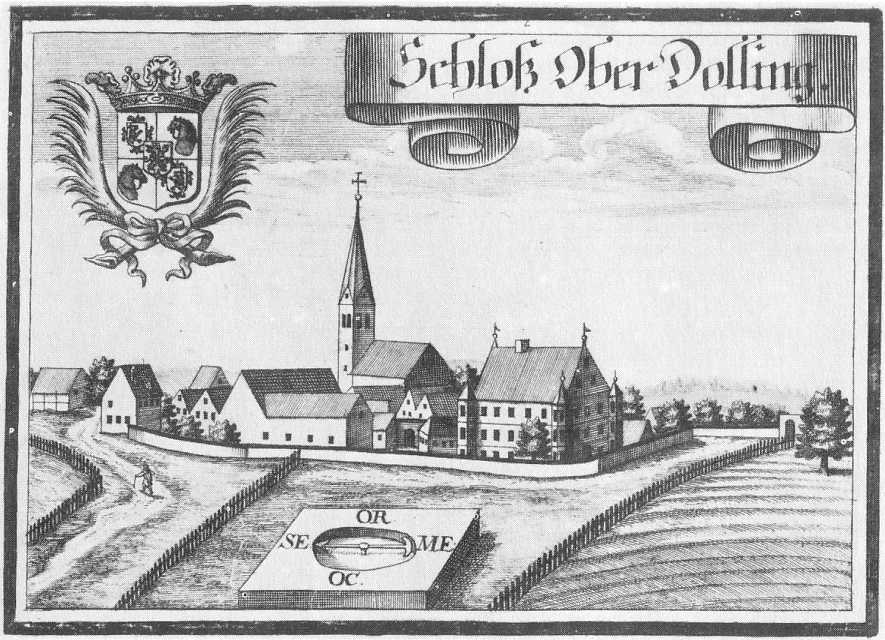
Oberdolling. Kupferstich von Michael Wening, 1701

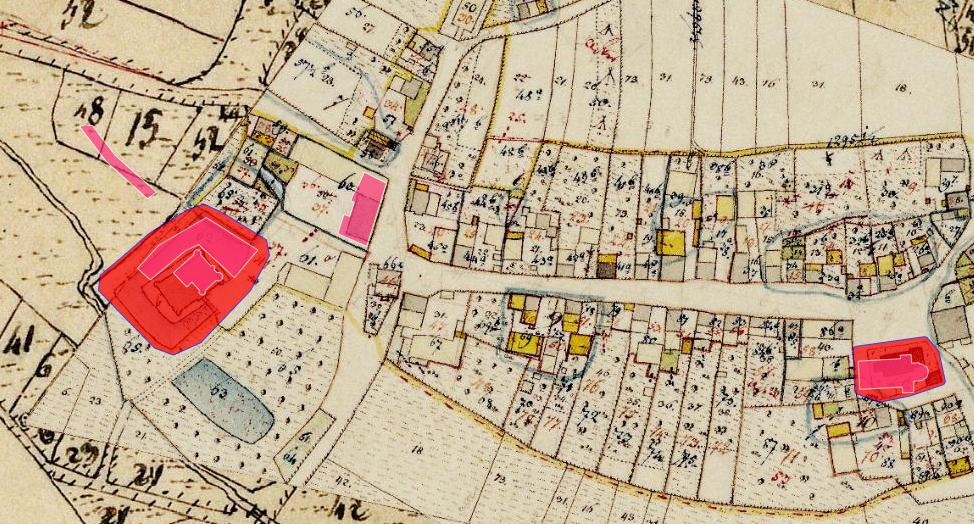
Lageplan von Schloss Oberdolling auf dem Urkataster von Bayern

Das Schloss Oberdolling ist ein Schloss in Oberdolling im Landkreis Eichstätt von Oberbayern. Das Schloss steht 370 m östlich von der Pfarrkirche St. Georg in Oberdolling. Die Anlage ist unter der Aktennummer D-1-76-150-3 als denkmalgeschütztes Baudenkmal von Oberdolling verzeichnet. Ebenso wird sie als Bodendenkmal unter der Aktennummer D-1-7135-0266 im Bayernatlas als „untertägige mittelalterliche und frühneuzeitliche Teile im Bereich des ehem. Wasserschlosses von Oberdolling“ geführt.

## Geschichte
Seit Beginn des 12. Jahrhunderts ist ein Ortsadel, die Herren von Tollingen (1078), und deren Burg (im 17. Jahrhundert „Schleckerstein“ genannt) in Oberdolling nachweisbar. 1339 war ihr Besitzer Ulrich von Mendorf. Auf diesen folgte 1385 Seifried der Meininger durch Kauf von Petz von Tolling, dann Leonhard Ramelsteiner zu Loch und Aichenhausen. Durch Kauf kam es 1427 an Ulrich Baiersdorfer, 1503 an Urban Hohenecker, 1606 an Hieronymus Auer von Pullach	und dann an Bernhart Bartenhauser. Nach der Zerstörung durch schwedische Truppen im Dreißigjährigen Krieg wurde die von einem Wassergraben umgebene Burg 1649 für die Ingolstädter Jesuiten neu errichtet. 1693 erwarben die Freiherren von Hegnenberg gen. Dux Oberdolling. Seit 1830 ist es in bäuerlicher Besitz und kam dann an die Familie Foerster. Das Schloss wurde nach einem Brand 1931 durch diese Familie nach historischem Vorbild wieder aufgebaut.

## Beschreibung
- Ehemalige Wasserschlossanlage, dreigeschossiger Walmdachbau mit Eckerkertürmen, mit Wassergraben.[1]